# サンティアゴ・アカシエテ
ウィルマール・サンティアゴ・アカシエテ・アリアデラ（Wilmer Santiago Acasiete Ariadela, 1977年11月22日 - ）は、ペルー・カヤオ出身の元サッカー選手。現役時代のポジションは主にセンターバック。ペルー代表としても活躍し、2012年の南米年間ベストイレブンの候補選手にも選出された。
また、長くスペインのクラブチーム(UDアルメリア)に在籍していたことから、スペイン国籍も取得している。

## 経歴

### クラブ
彼のキャリアはウニベルシタリオ・デポルテスの下部組織に入団した事から始まった。2001年にデポルティーボ・ワンカでデビューしたが、その翌年の2002年にはウニベルシタリオ・デポルテスに戻って右サイドを張り、ホセ・ルイス・カランサやホセ・デル・ソラールと言った名選手と共にプレーした。
次シーズンには強豪・クルブ・スポルティーボ・シエンシアーノに移籍し、2003年のコパ・スダメリカーナ、2004年のレコパ・スダメリカーナでのチームの優勝に貢献した。
2004-2005のシーズンにセグンダ・ディビシオン（スペイン2部リーグ）だったUDアルメリアに移籍。チームは2007年にプリメーラ・ディビシオン（スペイン1部リーグ）に昇格したが、その際にも守備の要として活躍。しかし、チーム昇格後はシーズン20試合程度の出場に留まるようになり、断続的な起用のされ方が続いた。
2011-2012のシーズンが、彼のリーガ・エスパニョーラでのプレー最後の年になったが、チームはセグンダ・ディビシオン（スペイン2部リーグ）に降格。彼はUDアルメリアとの契約が切れ、クルブ・スポルティーボ・シエンシアーノへと戻った。

### 代表
コパ・アメリカ2004で代表初出場。26歳での遅咲きデビューとなった。ペルー代表でのキャップ数は40を越している。

## タイトル

### クラブ
クルブ・スポルティーボ・シエンシアーノ
- コパ・スダメリカーナ優勝 2003
- レコパ・スダメリカーナ優勝 2004

### 代表
コパ・アメリカ2011 3位